# Fibra óptica
Fibra óptica és una pel·lícula mexicana del 1998 escrita i dirigida per Francisco Athié.

## Sinopsi
Marco Antonio Gutiérrez, col·laborador en una secció cultural d'un diari de Ciutat de Mèxic, rep una trucada telefònica convidant-lo a escriure sobre l'assassinat d'un destacat líder sindical mexicà a mans de la seva. Alhora, un advocat mediocre és contractat mitjançant una trucada telefònica per defensar-ne la presumpta assassina. Des d'aleshores, i guiats per la misteriosa veu del telèfon, ambdós formen part d'un joc arriscat i perillós.

## Repartiment
- Roberto Sosa - Marco Antonio Gutiérrez
- Lumi Cavazos - María Ponce
- Angélica Aragón - Doña Carmen
- Alberto Estrella - Jove executiu
- Eduardo Ocaña - Licenciado Magaña
- Mónica Ribeiro - Claudia Jiménez
- Jorge Galván - Informador
- Christianne Gout - Rebeca
- Guillermo Huesca - Missatger
- Emilio Guerrero -Doctor

## Premis i nominacions
Als XLI edició dels Premis Ariel va rebre sis nominacions i va guanyar dos premis: al millor argument original i al millor so.